# Fornicia africana
Fornicia africana är en stekelart som beskrevs av Wilkinson 1930. Fornicia africana ingår i släktet Fornicia och familjen bracksteklar. Inga underarter finns listade i Catalogue of Life.